# KFC
Kentucky Fried Chicken (KFC) — американська мережа ресторанів швидкого харчування, що спеціалізуються на стравах із курятини. Заснована в 1952 Гарландом Сандерсом під вивіскою Kentucky Fried Chicken. У 1991 бренд скоротив назву до абревіатури KFC. З 1997 року мережа належить великій ресторанній компанії «Yum! Brands», що володіє такими брендами, як «Pizza Hut» і «Taco Bell». Нині мережа KFC представлена в Україні та загалом 110 країнах світу — це більше 16 000 точок, у яких щодня обслуговуються близько 12 000 000 клієнтів. Головний офіс знаходиться в Луїсвіллі, штат Кентуккі.

## Історія

### Заснування
Гарланд Девід Сандерс (9 вересня 1890 — 16 грудня 1980), більш відомий як полковник Сандерс, народився та виріс на фермі в передмісті Генрівіля, штат Індіана (недалеко від Луїсвілля, штат Кентуккі). Коли Гарланду було п'ять років, його батько помер, ця подія змусила матір Сандерса працювати на консервному комбінаті. Через часту відсутність матері хлопцеві, як старшому сину, доводилось піклуватися про своїх молодших брата та сестру. Коли хлопцеві виповнилось сім років, матір навчила його куховарити. У віці 13 років Сандерс покинув батьківський дім та пробував себе у різних професіях, переживаючи злети та падіння. У 1930 році Гарланд почав працювати на автозаправній станції Shell недалеко від Норт-Корбіна, невеличкого міста в штаті Кентуккі, на краю гірського масиву Аппалачі. Саме там він уперше запропонував мандрівникам страви, приготовані за власними рецептами, яких він навчився в дитинстві: смажена курка, стейки та копчена шинка.
У 1934 році Сандерс взявся за ще одну автозаправку, цього разу більшого розміру. Вона розташовувалася на іншому боці дороги, і тут вдалося організувати їдальню на шість столиків. Саме тоді підприємець почав продавати страви зі смаженої курки. Бажаючи підвищити кваліфікацію, Сандерс прослухав восьмитижневий курс управління рестораном у Школі готельного господарства (англ. School of Hotel Administration) Корнельського університету. До 1936 року його підприємство стало достатньо успішним для того, щоб Сандерс міг отримати почесне звання полковника Кентуккі від губернатора Рубі Лаффуна. У 1937 році чоловік розширив ресторан до 142 місць, а в 1940 році придбав придорожній мотель, який отримав назву «Двір і кафе Сандерса» (англ. Sanders Court&Café). 
Приготування страви на залізній сковорідці займало в Сандерса 35 хвилин. Він мав намір скоротити тривалість процедури, однак готувати курку у фритюрі він не хотів, вважаючи, що він робить страву сухою, твердою і нерівномірно просмаженою. З іншого боку, коли він готував порції заздалегідь, йому не завжди вдавалося продати їх усіх. У 1939 році на ринку вперше з'явилися скороварки, призначені передовсім для приготування овочів. Придбавши скороварку, Сандерс пристосував її для смаження під тиском і почав використовувати у своєму кафе. Новий метод скорочував тривалість приготування до рівня смаження у фритюрі, при цьому, на думку Сандерса, він зберігав кулінарні переваги старого способу. У липні 1940 року Гарланд створив фінальний рецепт своєї знаменитої суміші з 11 трав і спецій. Він ніколи не розкривав його повністю, однак згадував про використання солі і перцю. Сандерс заявляв, що всі інші інгредієнти «стоять на полиці в кожного».
У 1950 році губернатор Лоуренс Уетербі знову присудив Сандерсу звання полковника Кентуккі, після чого підприємець почав створювати відповідний статусу імідж. Він відростив бороду еспаньйолку, став виходити у світ у сюртуку, який згодом замінив на білий костюм, надягати краватку-боло й представлятися як «полковник». Згідно з біографом Джошем Озерські, компаньйони Сандерса «спочатку поставилися до змін жартівливо, а потім почали сприймати всерйоз».

### Відкриття кафе в інших штатах

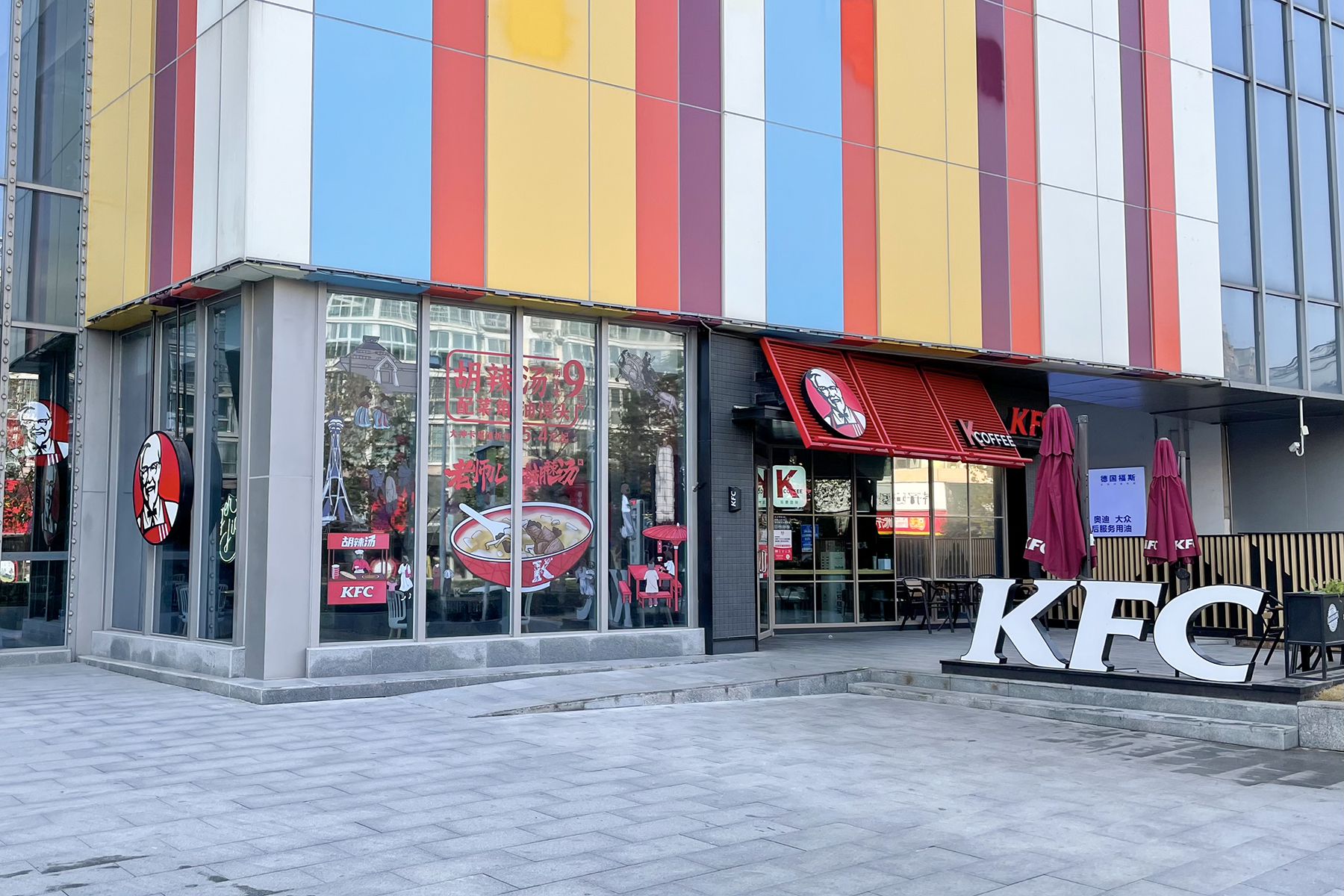
KFC в «Yoyo Park» (2021)

Кафе Сандерса обслуговувало здебільшого автомобілістів. У 1955 році був опублікований план нової автомагістралі I-75, і з'ясувалося, що вона буде пущена в об'їзд міста Корбін. Це означало, що бізнес Сандерса на колишньому місці не має жодних перспектив. Підприємець продав нерухомість і почав відвідувати різні міста США, намагаючись продати свій рецепт рестораторам. В обмін на «секретну суміш», рецепт, спосіб приготування і можливість використовувати рекламний імідж і ім'я Сандерса деякі власники незалежних закладів погоджувалися платити по п'ять центів з кожного проданого курчати. Ще в 1952 році Сандерс успішно продав франшизу Піту Харману з Солт-Лейк-Сіті, штат Юта, — Харман був керуючим одного з найбільших ресторанів у місті. Автором бренду Kentucky Fried Chicken став художник-оформлювач Дон Андерсон, якого найняв той-таки Харман. Сандерс прийняв цю назву для того, щоб відрізняти свій продукт від обсмаженого у фритюрі «Південного курчати», представленого в інших ресторанах.
Піт Харман стверджував, що в перший рік продажу нової страви його оборот збільшився більш ніж утричі, при цьому 75 % приросту припадало саме на курчата Сандерса. Жителі Юти вважали продукт з Кентуккі екзотичним і вбачали в ньому своєрідний прояв гостинності, характерної для південних штатів. Оскільки успіх KFC багато в чому залежав від якості роботи перших концесіонерів, біограф Сандерса назвав Хармана «віртуальним співзасновником» мережі. Харман офіційно зареєстрував слоган «It's finger lickin'good», який згодом був поширений на всі ресторани мережі.
У 1957 році саме Харман став автором концепції «повноцінного обіду у відерці»: він пропонував 14 шматочків курки, п'ять булочок і пінту соусу за $3,50 ($25,50 в цінах 2014 року). Примітно, що перші п'ятсот відерець Харман отримав від колеги-концесіонера з Денвера. Той купив їх у торговця і, не знаючи, що з ними робити, звернувся до Сандерса. Сандерс же зв'язався з Харманом і попросив його скористатися таким упакуванням.
Бізнесмен Дейв Томас, який був концесіонером KFC з середини 1950-х, вирішив встановити поруч з кафе знак з відерцем, що оберталось. Згодом цей символ став використовуватися в багатьох інших ресторанах мережі. Томас стверджував, що курча Сандерса стало «сенсацією» з першого ж дня продажів; покупці утворювали цілі черги перед дверима кафе. Дейв Томас також був одним з ранніх прихильників продажу курчати «на винос», яку вперше запровадив Харман. Крім того, система бухгалтерії Томаса була поширена Сандерсом по всіх кафе KFC. У 1968 році Томас продав свої акції KFC за $1 млн (близько $7 млн в цінах 2014 року), після чого став регіональним менеджером компанії на схід від річки Міссісіпі. У 1969 році він заснував власну мережу ресторанів — Wendy's.
У 1960 році Сандерс перевів штаб-квартиру компанії в Шелбівілль, штат Кентуккі. Це дало йому змогу значно спростити операції з відправлення спецій, скороварок, картонних упаковок і рекламних матеріалів.

### Продаж мережі Гарландом Сандерсом
KFC вдалося підвищити популярність курячих страв у фаст-фуді, які відтепер складали конкуренцію гамбургеру. У 1960 році під брендом KFC діяли близько двохсот ресторанів; у 1963 році їх було вже близько шестисот, і компанія стала лідером США за кількістю точок збуту. У тому ж році Сандерс провів ділову зустріч з Джоном Я. Брауном-мл., сином свого адвоката. Браун заявив Сандерсу про своє бажання приєднатися до бізнесу, який мав серйозну репутацію в штаті. На думку Брауна, тоді Сандерс вже втратив інтерес до KFC як до бізнесу. Сандерс же відзначав молодий вік Брауна, його ентузіазм і проникливість. Водночас і Браун, і концесіонер KFC Дейв Томас стверджували, що Сандерс «не був добрим бізнесменом».
Браун переконав фінансиста Джека К. Мессі оплатити 60 % угоди, зробивши також вагомий особистий внесок; невеликі суми внесли також концесіонер Піт Харман і менеджери компанії Лі Каммінгс і Харлан Адамс. Сандерс тим часом став вагатися щодо продажу бізнесу, оскільки члени його сім'ї виступали проти цієї угоди. Мессі ж, знаючи про віру Сандерса в астрологічні прогнози, дочекався особливо вдалого для полковника гороскопу, після чого назвав йому свою ціну. Отримавши від Мессі письмову пропозицію і побачивши зазначену суму, Сандерс негайно ознайомився з гороскопом і погодився на продаж. Так у 1964 році група інвесторів придбала компанію Сандерса за $2 млн ($15,4 млн у цінах 2014 року). Договір передбачав виплату Сандерсу довічної пенсії, а також закріплював за колишнім власником функції щодо контролю якості і роль «живого товарного знака». Харман вважав, що збереження наступності в управлінні фірмою допоможе запобігати розбіжностям між концесіонерами та родичами Сандерса.

### Швидке зростання у США
Мессі і Браун стандартизували операції раніше неоднорідного підприємства. Відвідавши офіс Піта Хармана в Юті, вони почали впроваджувати створену ним модель обслуговування «на винос» по всій мережі. Згідно з новими правилами, концесіонери повинні були прибрати з меню власні продукти, залишивши лише фірмові страви KFC. Ресторани отримали нове оформлення, основою якого стали червоно-білі смугасті поверхні й мансарда з банями. Зростання компанії прискорилось, оскільки продаж виключно курячих страв KFC цікавив потенційних концесіонерів набагато більше.
Сандерс не схвалював деяких рішень нового керівництва й був розлючений, коли Мессі заради зручності переніс штаб-квартиру KFC в Нашвілл, штат Теннессі. Сандерс прокоментував подію так: «Це не чортове „Смажене курча з Теннессі“, хоч би що там говорив слизький сучий син у шовковому костюмі». Також Сандерс був незадоволений зміною франчайзингової політики компанії: керівництво запровадило для концесіонерів внесок у розмірі $4000 і стало стягувати з партнерів відсоток від загальної суми продажів; раніше власники франшиз повинні були відраховувати центральному офісу 5 центів з кожного проданого курчати. Крім того, Сандерс вважав, що компанія відмовилася від контрактних зобов'язань, почавши операції в Канаді; він вважав, що укладений з KFC договір дає йому виключні права на діяльність у цій країні. Він приголомшив нове керівництво, повідомивши про своє невдоволення виданню The Washington Post: «Мені не подобаються деякі речі, які Джон Я. вчинив по відношенню до мене. Нехай записи скажуть самі за себе. Він переконав мене піти». Браун же стверджував, що зробив структуру управління більш ефективною й спілкувався з дедалі розлюченішим Сандерсом тактовно й терпляче.
Компанія була змушена знову вести переговори зі своїм засновником, адже Сандерс володів акціями на суму $1,5 млн, що не давало змоги Мессі розмістити часткові папери KFC на біржі. За версією Брауна і Мессі, Сандерс мав право лише на приготування курчати в Канаді. Після того, як контракт було переукладено і Сандерс домігся виняткових прав на роботу в Канаді, він продав свої акції бізнесменам. Акції компанії з'явилися на біржі в 1966 році. Після цього керівництво викупило 600 концесійних кафе KFC і стало управляти ними безпосередньо. Того ж року Мессі відсторонився від повсякденного управління компанією, хоча і зберіг за собою посаду голови. Тоді Браун оголосив про перенесення штаб-квартири в Луїсвілл (штат Кентуккі).
До 1967 року мережа стала шостим гравцем галузі в США за обсягом продажів, причому 30 % з них припадало на покупки «на винос». Браун вважав, що підприємство має швидко зростати — в іншому разі конкуренти, зокрема, «Church's Chicken», перехопили б лідерство. У 1968 році під брендом KFC були відкриті 863 торгові точки. Стрімкий розвиток сприяв подорожчанню акцій компанії; їх загальна вартість, за словами Reuters, перебувала на «рівні стратосфери». У 1969 році акції мережі були внесені в списки Нью-Йоркської фондової біржі. Тимчасом керівництво KFC створювало спільні підприємства з іншими компаніями. У 1969 році Браун відкрив мережу кафе Kentucky Roast Beef («Ростбіф з Кентуккі») і мережу мотелів Colonel Sanders Inns («Готелі Полковника Сандерса»). Браун був переконаний у тому, що ім'я полковника може використовуватися для просування будь-яких послуг, проте жодна з компаній не принесла істотного прибутку. У тому ж році було створено спільне підприємство KFC і каліфорнійської ресторанної мережі H. Salt Esquire, яка пропонувала відвідувачам рибу та картоплю фрі. Даний союз виявився більш успішним, але тим не менше був проданий 1980 року.
У березні 1970 року Мессі залишив свій пост, і його крісло тепер уже формально зайняв Браун. Тоді мережа KFC вже налічувала 3 тисячі торгових точок у 48 країнах світу, при цьому швидке зростання негативно позначалося на якості нових кафе. Регіональний менеджер Дейв Томас говорив, що повістка компанії стала надмірно узагальненою, а також звинувачував Брауна в нестачі навичок мотивації. Один з великих управлінців компанії описував її міжнародну стратегію як «кидання бруду на стіну з картою в надії, що щось прилипне». Перше кафе KFC в Японії відкрилося лише через два тижні підготовчих робіт. У підсумку точка стала вельми збитковою: компанія втратила $400 тис. Операційні проблеми стали очевидними в липні 1971 року, коли компанія вперше оголосила про збиткове півріччя.

### Heublein, розбіжності з Сандерсом і R. J. Reynolds
Бізнес, який став колись занадто великим для Сандерса, у підсумку став некерованим і для Брауна. У липні 1971 році він продав KFC корпорації Heublein з Коннектикуту, що займалася продажем упакованих продуктів. Вартість угоди склала $285 млн ($1,6 млрд в цінах 2014 року), особистий статок Брауна збільшився на $35 млн. На думку експертів Reuters, продаж, ймовірно, врятував компанію від катастрофи. Керівники Heublein планували збільшити обсяг продажів KFC завдяки своєму маркетинговому досвіду.
Тим часом частка ринку KFC стала поступово зменшуватися через посилення конкуруючої мережі Church's Chicken, яка пропонувала споживачеві продукт «Crispy Chicken» («Хрустке курча»). Відповідь з'явилася 1972 року, коли в меню KFC стали пропонувати «Extra Crispy Chicken» («Дуже хрустке курча»). У 1973 році асортимент страв KFC розширився завдяки появі реберець барбекю; нова страва продавалася доволі добре, проте викликала «жахливі» організаційні проблеми. Кафе стали відчувати брак свинини, унаслідок чого менеджери були змушені підняти ціни занадто високо. Бажаючи повернути споживачів, керівництво відмовилося від продукту, зауваживши при цьому, що продажі курчати стали знижуватися. Сандерс тоді дедалі більше шкодував про продаж свого дітища, і в кінцевому рахунку його відносини з новими власниками зіпсувалися. Він знову звернувся до засобів масової інформації, на цей раз критикуючи якість страв: «Цей соус жахливий. Вони купують тисячу галонів води з-під крана за 15 або 20 центів і змішують її з борошном та крохмалем, отримуючи в результаті чистий шпалерний клей…І ще дещо. Цей новий хрусткий рецепт є не що інше, як бісова смажена кулька з тіста, що прилипла до курчати».
Один з концесіонерів KFC, який керував кафе в Боулінг-Грін, штат Кентуккі, вирішив подати на Сандерса в суд за наклеп. У 1973 році представники Heublein намагалися подати інший позов проти Сандерса, який відкрив кафе «Ресторанний будинок Клаудії Сандерс, Дами Полковника» (англ. Claudia Sanders, the Colonel's Lady Dinner House) в Шелбівіллі. Сандерс же спробував відсудити у Heublein $122 млн ($658 млн в цінах 2014 року): він вимагав компенсацію за недоречне використання його образу в просуванні нових страв, які не мали до нього абсолютно жодного відношення, а також за перешкоджання його незалежній франчайзинговій діяльності. Представники Heublein охарактеризували претензії Сандерса як «перешкоду». У 1975 році сторони подолали розбіжності в позасудовому порядку; Сандерс отримав $1 млн ($4,5 млн в цінах 2014 року), право на продовження діяльності «Ресторанного будинку Клаудії Сандерс», після чого знову став послом доброї волі.
Надмірна впевненість у своїх можливостях призвела до провалу KFC на деяких зарубіжних ринках, зокрема, в Гонконзі. Компанія відмовилася від діяльності в даному регіоні у 1975 році, через два роки після відкриття першого кафе. Незважаючи на припинення юридичних атак, Сандерс продовжив критикувати Heublein в інформаційному полі. У 1976 році він заявив, що компанія «не відає, що творить», а поєднання його іміджу з настільки неякісним продуктом назвав «явно обтяжливим». Вихід компанії з кризи багато в чому пов'язаний з ім'ям Майкла Майлза, протеже Heublein, який керував KFC з 1977 року. Завдяки його стратегії повернення до витоків компанія примирилася з Сандерсом, якого допустили до управління на правах радника. Майлз розробив масштабну програму ремонту кафе, на той час вже застарілих і непривабливих. З кінця 1970-х років британські та австралійські торговельні точки KFC стали реконструюватися в кафе з місцями для відвідувачів. У 1980 році Сандерс помер від пневмонії. За останній рік життя він проїхав 300-400 тисяч кілометрів, займаючись презентацією своїх продуктів. Образ «Полковника Сандерса» зробив його частиною американської культури, і його зображення, як і раніше використовується в рекламних акціях KFC. На момент його смерті компанія володіла 6 тисячами торгових точок у 48 країнах світу, а річна сума продажів оцінювалася в $2 млрд.
У 1970—1980-х роках компанія розвивала свої мережі за кордоном, зокрема, в Японії, Австралії та Сполученому Королівстві. У 1983 році, після того, як «General Cinema Corporation» придбала 18 % акцій KFC, керівництво Heublein стало побоюватися агресивного поглинання бізнесу й звернулося до тютюнової фірмі R. J. Reynolds з проханням про придбання ресторанної мережі. Виробник тютюнової продукції виступив у ролі білого лицаря і купив KFC за $1,3 млрд. У тому ж році Майлз покинув свій пост, перейшовши на посаду генерального директора в «Kraft Foods». Новим главою KFC став Річард Майер. Компанія вступила в пряму конкуренцію з McDonald's у 1983 році: саме тоді в меню останньої з'явилися курячі нагетси Chicken McNuggets. У 1985 році в меню KFC з'явився аналогічний продукт — «Kentucky Nuggets». Роком раніше R. J. Reynolds виділила $168 млн на розширення капіталу KFC.

### Продаж KFC компанії PepsiCo
У липні 1986 року J. R. Reynolds продала KFC компанії «PepsiCo» за балансову вартість мережі — $850 млн (близько $1,8 млрд в цінах 2013 року). У той період PepsiCo діяла на ринку безалкогольних напоїв і снеків, а також володіла ресторанними мережами Pizza Hut і Taco Bell. J. R. Reynolds пішла на цю угоду заради виплати боргу, що виник унаслідок придбання Nabisco, виробника печива і снеків. Крім того, менеджери J. R. Reynolds прагнули скоротити спектр діяльності фірми: тепер компанія виробляла тільки тютюнові вироби та упаковані продукти харчування. Очікувалося, що PepsiCo принесе в роботу KFC свій мерчандайзинговий досвід. Колумніст Ден Коппел з Adweek вважав, що KFC страждає від зневажливого ставлення керівництва, обмеженого меню і неоднозначної маркетингової стратегії. На думку Ненсі Гігс, що представляла видання Advertising Age, R. J. Reynolds вдалося «дотепно відродити» мережу. Майер же думав, що колишні власники KFC ставилися до цього бізнесу лише як до «хобі».
Аналітики стверджували, що придбання KFC PepsiCo було направлено передовсім на збільшення продажів напоїв. До здійснення угоди головний напій компанії продавали всього у 1000 із 6500 торгових точок KFC. Глава PepsiCo Д. Уейн Келлоуей, проте, заперечував первинність маркетингу напоїв у придбанні ресторанної мережі. PepsiCo негайно почала поставляти свою продукцію в 1650 точок, які їй належали. Раніше керівники KFC давали своїм концесіонерам свободу у виборі постачальника напоїв, однак новий менеджмент оголосив про намір домогтися лояльності франчайзингових партнерів. Так чи інакше, покупка KFC завдала удару по основному бізнесу PepsiCo: деякі мережі швидкого харчування стали відмовлятися від їхніх напоїв на користь продукції фірми Coca-Cola. Однією з перших такий крок зробила мережа Wendy's і її глава Роберт Барні, який повідомив: «Декілька місяців тому Pepsi придбала іншу ресторанну мережу. Їх інтереси тепер суперечать інтересам Wendy's, і ми не будемо підтримувати компанію, яка намагається зробити наших відвідувачів своїми відвідувачами». У 1990 році аналогічну дію зробила й мережа Burger King, відзначаючи зростання PepsiCo як конкурента в якості «істотного фактора».
До липня 1987 року «Chicken Little» («Маленьке курча») — сендвіч-слайдер, зроблений з темного м'яса, з'явився в кафе KFC, розташованих на території США. Новий продукт повинен був стати конкурентною перевагою мережі на ринку полуденного харчування. Повідомлялося, що, незважаючи на масштабну рекламну кампанію, яка коштувала фірмі $31 млн, новинка продавалася погано. У листопаді 1987 року KFC стала першою західною ресторанною мережею, яка відкрила кафе в КНР, а саме в Пекіні. У першому фінансовому кварталі 1989 року продажі KFC зросли на 30 % й досягли $280 млн. У липні того ж року президент і генеральний директор Мейер покинув компанію і, як і його попередник, став главою Kraft Foods. На вакантну посаду був призначений Джон Крейнор III.

## Продукція
За твердженням менеджерів KFC, свіже охолоджене куряче м'ясо є основною конкурентною перевагою компанії. Уся продукція надходить до ресторанів тільки від локальних постачальників.
В основі меню KFC два смаки: оригінальний «11 спецій і трав» і гострий «Hot and Spicy». Акцент у меню робиться на лінійках страв, до складу яких входить куряче м'ясо, приготоване за цим рецептом.
Рецепт «11 трав і спецій», за допомогою якого готуються курячі страви KFC, є секретним. Оригінальна рецептура панірування курки тримається в таємниці вже багато років і відома лише декільком співробітникам компанії KFC.
У зв'язку з ребрендингом змінився дизайн упаковки, а також її матеріал — з паперової на картонну.

## KFC в Україні

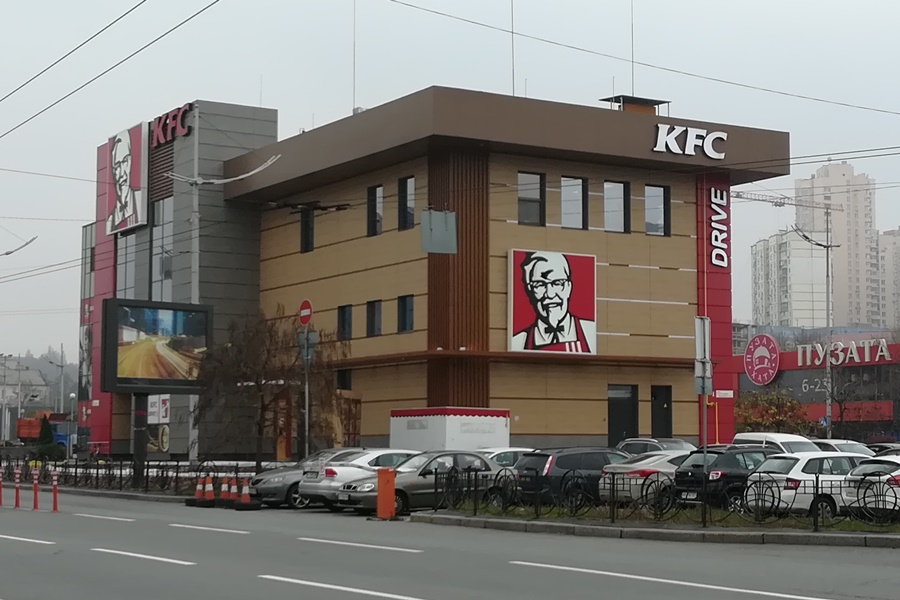
KFC біля Південного залізничного вокзалу в Києві

20 грудня 2012 року в Україні мережа почала функціонувати з відкриттям у Києві першого ресторану в ТРЦ «Ocean Plaza». Ресторан відкривав один з українських франчайзингових партнерів компанії Yum! Brands — ТОВ Українська харчова компанія.
- 30 серпня 2013 року відкрився другий ресторан KFC в ТЦ «Novus» поблизу станції метро «Чернігівська».
- 13 вересня 2013 року відкрився третій ресторан KFC біля Південного залізничного вокзалу (вул. Січеславська, 1).
- 9 листопада 2013 року відкритий 4-й ресторан KFC в ТРЦ «Караван» (вул. Лугова, 12). З 2016 року ресторан не працює.
- 28 грудня 2013 року відкритий 5-й ресторан KFC на Троєщині (просп. Червоної Калини, 46).
- 29 серпня 2014 року відкритий 6-й ресторан в Україні і перший в Дніпрі, у ТРЦ «Мост-Сіті Центр» (вул. Королеви Єлизавети II, 2).
- 4 жовтня 2014 року відкритий 7-й ресторан KFC, у ТРЦ «Art Mall», Київ.
- 17 жовтня 2014 року відкрився восьмий ресторан, у ТРЦ «Dream Town», Київ.
- 15 листопада 2014 року відкрився 9-й ресторан в Україні і другий в Дніпрі, в ТРЦ «Терра» (просп. Богдана Хмельницького, 118).
- 12 грудня 2014 року відкритий 10-й ресторан біля станції метро «Осокорки», в ТРЦ «Appetite» (просп. Миколи Бажана), Київ.
- 30 серпня 2015 року відкритий 11-й в Україні і третій у Дніпрі ресторан на перетині вулиць Королеви Єлизавети II та Володимира Мономаха).
- 24 червня 2017 року відкрився 12-й ресторан в Україні в ТРЦ «Магеллан» у Києві (проспект Академіка Глушкова, 13б).
- 7 жовтня 2017 року відкритий 13-й ресторан в Україні в ТРЦ «Lavina Mall» у Києві (вул. Берковецька, 6-Д), Київ.
- 28 березня 2018 року відкритий 14-й ресторан в Україні у ТРЦ «Рів Гош» у м. Києві (вул. Здолбунівська, 17).
- 4 квітня 2018 року відкрився 15-й ресторан в Україні у ТРЦ «Smart Plaza» у м. Києві (проспект Перемоги, 26)
- 23 серпня 2018 року відкритий 16-й ресторан в Україні у м. Києві біля станції метро «Печерська».
- 7 жовтня 2018 року відкрився 17-й ресторан в Україні у м. Києві біля площі Перемоги (вул. Олеся Гончара, 96).
- 21 листопада 2018 року відкритий 18-й ресторан в Україні у м. Києві на Майдані Незалежності, у Будинку профспілок (вул. Хрещатик, 18/2). Це викликало протести громадян, оскільки під час Революції гідності саме на цьому місці загинули протестувальники внаслідок пожежі.
- 25 січня 2019 року відкритий 19-й ресторан в Україні в м. Києві в ТРЦ «Oasis», біля станції метро «Героїв Дніпра» (Оболонський проспект, 47/42).
- 25 січня 2019 року відкритий 20-й ресторан KFC в Україні в м. Києві біля станції метро «Мінська» в ТРЦ «Smart Plaza Obolon» (вул. Левка Лук'яненка, 21/19).
- 1 червня 2019 року відкритий 21-й ресторан KFC в Україні і перший в Харкові (просп. Незалежності, 10-А).
- У серпні 2019 року відкритий 22-й ресторан KFC в Україні і другий в Харкові в ТРЦ «Караван» (вул. Героїв Праці, 7-А).
- 23 серпня 2019 року відкритий 23-й ресторан KFC в Україні і перший в Павлограді (вул. Шевченка, 67).
- У жовтні 2019 року відкритий 24-й ресторан KFC в Україні і третій у Харкові в ТРЦ «Французький бульвар» (вул. Академіка Павлова, 44-Б).
- У листопаді 2019 року відкритий 25-й ресторан KFC в Україні і четвертий у Харкові в ТЦ «Протон» (майдан Захисників України, 7/8).
- У листопаді 2019 року відкритий 26-й ресторан KFC в Україні і п'ятий у Дніпрі (вул. Юрія Кондратюка, 8).
- У грудні 2019 року відкритий 27-й ресторан KFC в Україні і перший у Сумах (вул. Кооперативна, 1).
- 25 січня 2020 року відкритий 28-й ресторан KFC в Україні і перший у ТЦ «Cherry Mall» міста Вишневому Київської області (вул. Київська, 2-Л).
- 27 квітня 2020 року відкритий 29-й ресторан KFC в Україні і перший у Львові (проспект Свободи, 19)[6]
- 16 липня 2020 року відкритий 30-й ресторан KFC в Україні і перший в Одесі (вул. Дерибасівська, 16).
- 17 липня 2020 року відкритий 31-й ресторан KFC в Україні і 19-й ресторан у Києві (вул. Хрещатик, 13).
- 8 серпня 2020 року відкритий 32-й ресторан KFC в Україні і 20-й ресторан у Києві у ТРЦ Ретровіль (проспект Європейського Союзу, 47).
- 5 вересня 2020 року відкритий 33-й ресторан KFC в Україні і 21-й ресторан у Києві ТРЦ «Galaxy Park» (просп. Степана Бандери, 36).
- 17 грудня 2020 року відкрився 34-й ресторан KFC в Україні і 22-й ресторан у Києві (вул. Васильківська, 34).
- 14 січня 2021 року відкритий 35-й ресторан KFC в Україні і перший в Житомирі в ТРЦ «Глобал UA» (вул. Київська, 77).
- 20 березня 2021 року відкрився 36-й ресторан KFC в Україні і перший в Полтаві в ТЦ «ЦУМ» (вул. Соборності, 28/13).
- 27 березня 2021 року відкритий 37-й ресторан KFC в Україні і перший у Вінниці в ТЦ «Мегамолл» (вул. 600-річчя, 17-Е).
- 7 квітня 2021 року відкрився 38-й ресторан KFC в Україні та перший в Черкасах в ТЦ «Будинок торгівлі» (бульвар Шевченка, 207/1).
- 21 квітня 2021 року відкритий 39-й ресторан KFC і другий у Львові ТЦ «Арсен» просп. Червоної Калини, 60[7]
- 24 червня 2021 року відкритий 40-й ресторан KFC в Україні та 23-й ресторан в Києві (проспект Миколи Бажана, 16-Д).
- 26 червня 2021 року відкрився 41-й ресторан KFC в Україні та другий в Одесі ТРЦ «Рів'єра» (вул. Південна дорога, 101-А).
- 15 липня 2021 року відкритий 42-й ресторан KFC в Україні та третій в Львові в ТРЦ «Victoria Gardens» (вулиця Кульпарківська, 226-А).
- 6 серпня 2021 року відкритий 43-й ресторан KFC в Україні та 24-й ресторан в Києві (проспект Миколи Бажана, 40).
- 8 листопада 2021 року відкритий 44-й ресторан KFC в Україні та другий у Кривому Розі (проспект 200-річчя Кривого Рогу, 24).
- 17 грудня 2021 року відкртий 45-й ресторан KFC в Україні і 5-й у Харкові (вулиця Полтавський Шлях, 144).
- 1 січня 2022 року відкритий 46-й ресторан KFC в Україні та перший в Кременчузі, в Будинку торгівлі (вулиця Соборна, 16/9).
- 5 січня 2022 року відкритий 47-й ресторан KFC в Україні і 25-й ресторан у Києві (проспект Науки, 1/2).
- 11 січня 2022 року відкритий 48-й ресторан KFC в Україні і 26-й ресторан у Києві (вул. Петра Сагайдачного, 41/23).
- 11 лютого 2022 року відкрився 49-й ресторан KFC в Україні та перший у Броварах (вул. Київська, 241).
- 12 вересня 2022 року відкритий 50-й ресторан KFC в Україні та третій в Одесі (пляж Аркадія, 37).
- 4 лютого 2023 року відкрився 51-й ресторан KFC в Україні та перший у Хмельницькому в ТЦ «Дитячий світ» (вул. Проскурівська, 4/3).
- 19 травня 2023 року відкритий 52-й ресторан KFC в Україні та перший в Софіївській Борщагівці, у ТРЦ «Sofia Mall» (просп. Героїв Небесної Сотні, 24/83).
- 1 червня 2023 року відкрився 53-й ресторан KFC в Україні і другий у Вінниці в ТЦ «Sky Park» (вул. Миколи Оводова, 51).
- 20 серпня 2023 року відкритий 54-й ресторан KFC в Україні та перший в Івано-Франківську, в ТЦ «Veles Mall» (вул. Вовчинецька, 225-А).
- 22 серпня 2023 року відкритий 55-й ресторан KFC в Україні і третій у Вінниці (вул. Пирогова,  47).
- 4 травня 2024 року відкритий 56-й ресторан KFC в Україні і перший у Чернівцях (вул. Університетська, 7-В)[8]. Чернівці стали першим обласним центром в Україні та другим містом в Україні після Павлограда, де ресторан KFC відкрився раніше свого основного конкурента «McDonald's».
- 14 травня 2024 року відкритий 57-й ресторан KFC в Україні і перший в селі Крюківщина, неподалік Києва, в ТРЦ «Наше Nebo» (вул. Балукова, 1-Е).
- 17 червня 2024 року відкритий 58-й ресторан KFC в Україні і третій у місті Кривий Ріг, в ТРЦ «Victory Plaza».
- 29 червня 2024 року відкритий 60-й заклад KFC в Україні, в селищі Гостомель Київської області (Гостомельське шосе, 1)[9].
- 30 жовтня 2024 року відкрився 62-й заклад в Україні і перший в місті Біла Церква за адресою вул Ярослава Мудрого 1 ТЦ "Passage".
- 1 листопада 2024 року відкритий 63-й заклад в Україні в Ужгороді, він став другим обласним центрі, де дана ресторанна мережа відкриває свій заклад швидше, ніж «McDonald's». Ресторан працює в ТРЦ «Корона» за адресою: Площа Театральна, 5,7.
- 3 грудня 2024 року відкритий 64-й заклад в Україні та 20-й ресторан у Києві за адресою Дніпровська набережна, 17A.
- 14 березня 2025 року відкритий 65-й заклад в Україні і четвертий у Львівській області. Заклад розташований у Сокільниках за адресою, вул. Франка бічна, 2. Перший заклад мережі в регіоні, що розташований в окремій будівлі.
- 9 квітня 2025 року відкритий 66-й заклад в Україні та перший в місті Рівне в ТЦ "Премʼєр" на вул. Соборна, 94.